# بوب ويكس
بوب ويكس (بالإنجليزية: Bob Wicks)‏ هو لاعب كرة قدم أمريكية أمريكي، ولد في 24 يوليو 1950 في باسادينا في الولايات المتحدة.

## وصلات خارجية
- بوب ويكس على موقع مرجع كرة القدم المحترفة.كوم (الإنجليزية)